# ZB-60
A ZB-60 foi uma metralhadora pesada 15 mm projetada por Zbrojovka Brno na Tchecoslováquia durante a década de 1930. As armas adquiridas após a ocupação alemã da Tchecoslováquia em março de 1939 foram colocadas em serviço na Wehrmacht como FlaMG 39(t) 15 mm; As armas iugoslavas foram designadas como FlaMG 490(j) 15 mm. Os alemães as usaram como armas antiaéreas leves durante a Segunda Guerra Mundial. Os britânicos desenvolveram sua Besa Mk I 15 mm a partir da ZB-60 para serviço em veículos blindados de combate.
A ZB-60 é uma arma operada a gás, resfriada a ar, alimentada por fita e que dispara a partir do ferrolho aberto.